# Limfocyty autoreaktywne
Limfocyty autoreaktywne – limfocyty, które mogą rozpoznawać autoantygeny.
Zarówno w przypadku limfocytów B, jak i limfocytów T, ich obecność może doprowadzić do powstania choroby autoimmunizacyjnej. Z reguły autoreaktywne limfocyty są usuwane z organizmu podczas selekcji zachodzącej w szpiku kostnym albo grasicy.
Należy podkreślić, że limfocyty autoreaktywne mogą występować w organizmie, nie czyniąc żadnych szkód, można wręcz powiedzieć, że są one niezbędne, np. do uprzątania pozostałości po komórkach apoptotycznych. Niemniej jednak, w każdej obecnie znanej chorobie autoimmunizayjnej stwierdza się obecność tego typu limfocytów, przy czym pełnią one funkcję inicjującą lub też stanowią czynnik regulujący danego patomechanizmu jednostki chorobowej.